# Gare de Higashi-Sanjō
La gare de Higashi-Sanjō (東三条駅, Higashi-Sanjō-eki) est une gare ferroviaire de la ville de Sanjō, dans la préfecture de Niigata au Japon. Elle est exploitée par la compagnie JR East.

## Situation ferroviaire
La gare est située au point kilométrique (PK) 96,2 de la ligne principale Shin'etsu (depuis Naoetsu). Elle marque la fin de la ligne Yahiko.

## Histoire
La gare a été inaugurée le 20 novembre 1897 sous le nom de gare d'Ichinokido. Elle prend son nom actuel en 1926.

## Service des voyageurs

### Accueil
La gare dispose d'un bâtiment voyageurs, avec guichets, ouvert tous les jours.

### Desserte
- Ligne Yahiko :
  - voies 0 et 2 : direction Yahiko
- Ligne principale Shin'etsu :
  - voie 1 : direction Niitsu et Niigata
  - voie 3 : direction Nagaoka